# Lophiola
Lophiola là một chi thực vật có hoa một lá mầm bản địa khu vực miền đông Bắc Mỹ. Nó từng được đặt trong các phân loại khác nhau trong các họ Liliaceae, Haemodoraceae, Tecophilaeaceae hay Nartheciaceae.
Hiện tại người ta chỉ công nhận một loài, mặc dù từng có một vài loài khác đã được đề xuất:
- Lophiola aurea Ker Gawl. - đông nam Hoa Kỳ, từ Louisiana tới Bắc Carolina; cũng có ở Delaware, New Jersey, Nova Scotia.